# フィアンセになりたい
「フィアンセになりたい」は、及川光博の通算6枚目のシングル。1997年12月10日にEMIミュージック・ジャパンよりリリース。

## 解説
前作より約5ヵ月ぶりのリリース。
「フィアンセになりたい」はTBS系「愛のテリーヌ」エンディングテーマに起用。また同曲の「フィアンセになりたい (Adolescence Mix)」は劇場版『少女革命ウテナ アドゥレセンス黙示録』エンディングテーマに起用。

## 収録曲
1. フィアンセになりたい [5:45]
  - TBS系「愛のテリーヌ」エンディングテーマ
  - 劇場版『少女革命ウテナ アドゥレセンス黙示録』エンディングテーマ
  - 作詞・作曲：及川光博、編曲：光宗信吉
2. 彼と彼女のこと [3:46]
  - 作詞・作曲：及川光博、編曲：及川光博・堀川満志
3. フィアンセになりたい